# MacGyver (serial telewizyjny 1985)
MacGyver – amerykański serial telewizyjny, przedstawiający przygody bardzo uzdolnionego eks-agenta służb specjalnych. Serial został wymyślony przez Lee Davida Zlotoffa, a wyprodukowany przez Henry’ego Winklera. MacGyver był wyświetlany w telewizji ABC od 29 września 1985 do 21 maja 1992.
W Polsce po raz pierwszy pokazywano go w TVP1 od 3 sierpnia 1991 do 27 marca 1993 (15 odcinków pierwszego sezonu), potem od wiosny 1993 w stacjach skupionych w sieci Polonia 1, gdzie wyemitowano wszystkie odcinki. Powtórnie emitowany w Polsacie, a w ostatnich latach w TV Puls, TVS i ponownie w TVP1. Od 1 listopada 2016 serial był nadawany w ATM Rozrywka. Od 3 września 2018 emisję serialu prowadzi kanał TV6.Stacja ta początkowo wyemitowała tylko pięć pierwszych serii, prawdopodobnie z obawy o brak zainteresowania serialem (3 września 2018-styczeń 2019). Później wyemitowano już wszystkie siedem serii (luty 2019-lipiec 2019). Emitowano wtedy jeden premierowy odcinek (prawdziwe premierowy względem pierwszej emisji, potem premierowy względem kolejnej) o godzinie 14:15 i powtórkę odcinka z dnia poprzedniego o godzinie 13:15. Trzecia emisja (sierpień 2019-grudzień 2019) w listopadzie zmieniła godzinę transmisji serialu. Początkowo trzymała się poprzedniego schematu, od tego miesiąca odcinki emitowano po dwa nowe względem emisji w godzinach 7:00-9:00. W takich godzinach serial nadawano w ostatnich transmisjach (koniec grudnia 2019-połowa marca 2020, połowa marca 2020-lipiec 2020 i sierpień 2020-połowa października 2020). Kanał TV6 w połowie października 2020 zakończył nadawanie serialu. Kanał Stopklatka zaczął emitować serial od 4 sierpnia 2025.
Serial kręcony był głównie w Vancouver w Kanadzie. Uzupełnieniem serialu są dwa filmy pełnometrażowe z 1994. Jedną z cech serialu jest to, że niektóre odcinki są oparte na różnego rodzaju filmach przygodowych i sensacyjnych – MacGyver mierzy się z takimi samymi problemami, ale jego rozwiązania są odmienne od tego, co zrobili bohaterowie danego filmu.
Cechy charakterystyczne MacGyvera to jego rozległa interdyscyplinarna wiedza oraz umiejętność niestandardowego wykorzystania przedmiotów codziennego użytku (np. szwajcarski nóż oficerski i srebrną taśmę klejącą) i związków chemicznych znajdujących się w artykułach domowych, warsztatach i magazynach. Wiedza i szczęśliwe zbiegi okoliczności pozwalają mu uciec czy pokonać wszelkich wrogów. Umiejętność budowania różnych urządzeń „z niczego” zwana jest MacGyveryzmem. W języku angielskim powstał nawet czasownik to MacGyver, oznaczający „naprawić”, „rozwiązać” czy „wymyślić”.
Parodią postaci jest gra wideo McPixel z 2012 roku.

## Bohaterowie

### Angus MacGyver

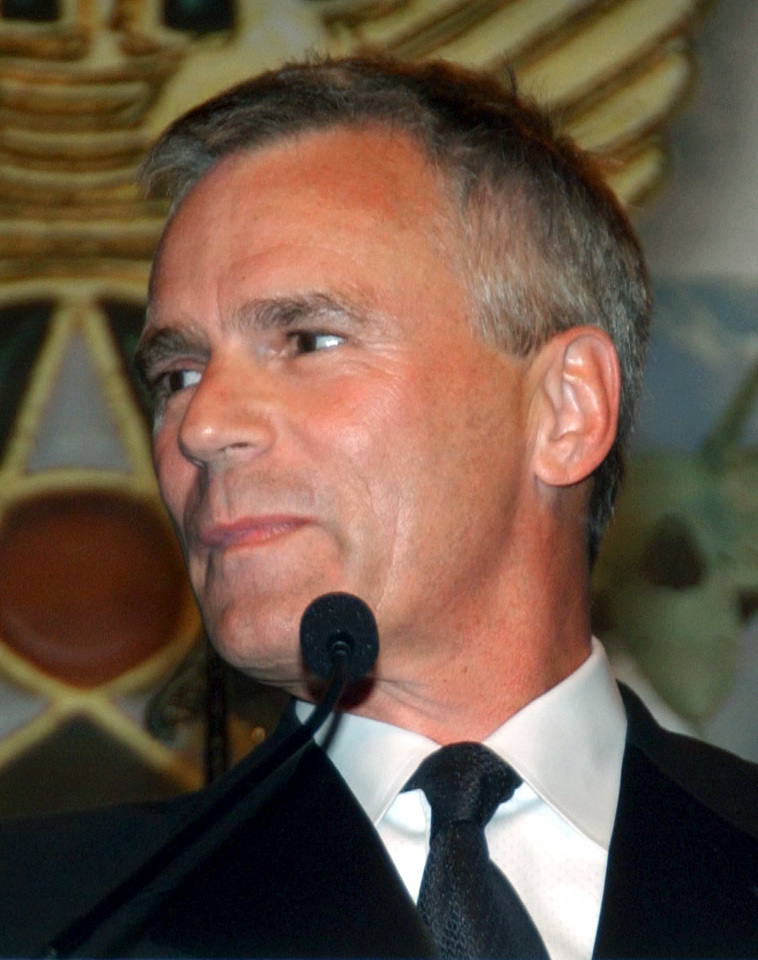
Richard Dean Anderson

MacGyver to zwolennik pokojowego rozwiązywania wszelkich konfliktów. Jest bardzo inteligentny. Nie używa broni z racji tego, że w dzieciństwie zdarzył się wypadek, w którym jego kolega został zastrzelony. Jedynie w odcinku Flame’s End użył rewolweru, zamiast uchwytu, do odkręcenia zaworu oraz w odcinku pilotażowym, gdzie strzelał do żołnierzy.
Urodził się i wychował w Minnesocie (tak jak i Richard Dean Anderson, który go grał) i dlatego mówi z charakterystycznym dla tego regionu akcentem. MacGyver ukończył fizykę w fikcyjnej szkole Western Tech.
Imię MacGyvera pozostaje tajemnicą aż do ostatniego sezonu. Kiedykolwiek jest o nie pytany, mówi że go nie lubi, po czym zmienia temat. Widz dowiaduje się o prawdziwym imieniu w odcinku Good Knight, MacGyver, gdzie główny bohater odkrywa swojego VI-wiecznego przodka ze Szkocji, Angusa M’Ivera, który mówi, że nazywają się tak samo. Po raz kolejny imię pada w przedostatnim odcinku (Fotoreporter / The Stringer) – syn głównego bohatera ma na drugie imię Angus.

### Inne postacie
Pete Thornton (Dana Elcar)
Szef i najlepszy przyjaciel MacGyvera. Zafascynowany umiejętnościami Maca, gdy ten tropił międzynarodowego zamachowca Murdoca. Siedem lat później po otrzymaniu stanowiska dyrektora operacyjnego w Fundacji Phoenix zatrudnił MacGyvera. Peter ma syna Michaela z poprzedniego małżeństwa.
Jack Dalton (Bruce McGill)
Pilot i stary przyjaciel MacGyvera, który ma skłonność do nieustannego wpadania w tarapaty. Zawsze nosi czapkę pilota i mruga mu powieka, gdy kłamie.
Murdoc Cook (Michael Des Barres)
Najczęściej pojawiający się przeciwnik MacGyvera. Zamachowiec, któremu nie udawało się tylko wtedy, gdy w drogę wchodził mu MacGyver. Za każdym razem wydawało się, że Murdoc zginął. Później okazywało się, że ten jednak cudem wyszedł z opresji i chce się zemścić na MacGyverze za swoje kolejne porażki.
Penny Parker (Teri Hatcher)
Penny i Mac spotkali się po raz pierwszy na lotnisku w Bułgarii (w odcinku Every Time She Smiles), gdy próbowała przemycić biżuterię w kieszeni Maca. Jej pęd do kariery w show biznesie powodował, że nieraz miała kłopoty. Czasem była wykorzystywana przez Murdoca jako element jego gry mającej na celu zabicie MacGyvera.
Coltonowie (Della Reese, Cleavon Little, Richard Lawson, Cuba Gooding Jr.)
Rodzina łowców nagród. Jedynym odcinkiem, gdzie pojawili się wszyscy był The Coltons, w którym MacGyver został zepchnięty do roli drugoplanowej.
Harry Jackson (John Anderson)
Dziadek MacGyvera, który stał się jego „ojcem” po tym jak babcia i prawdziwy ojciec zginęli w wypadku samochodowym. Po siedmiu latach opuścił jednak Maca, by spotkać się z nim po kolejnych szesnastu w odcinku pierwszego sezonu zatytułowanym Target MacGyver. Pomiędzy odcinkiem piątej serii Passages a odcinkiem szóstej Harry’ s Will, Harry umarł na zawał serca.
Nikki Carpenter (Elyssa Davalos)
Nikki dołączyła do Fundacji Phoenix w trzecim sezonie.
Mei Jan (Michele Chan)
Na początku twierdziła, że nazywa się Sue Ling. Mac pomógł jej w wypełnieniu zadania na rzecz chińskiego ruchu studentów.
Wilt and Milt Bozer (Robin Mossley, Robert Donner)
Brat Milta – Wilt był sąsiadem MacGyvera w porcie.
W epizodach wystąpili m.in.: Cuba Gooding Jr., Tia Carrere, Joan Chen, Vincent Schiavelli, Jason Priestley, Adam Arkin, Linda Blair, James Doohan, Traci Lords, Nana Visitor, John de Lancie, Floyd Red Crow Westerman, Colm Meaney, George Takei, Richard Gant, Cary-Hiroyuki Tagawa oraz znany baseballista Reggie Jackson.

## Wydania DVD
- Sezon 1, 25 stycznia 2005
- Sezon 2, 7 czerwca 2005
- Sezon 3, 6 września 2005
- Sezon 4, 6 grudnia 2005
- Sezon 5, 14 marca 2006
- Sezon 6, 13 czerwca 2006
- Sezon 7, 24 października 2006